# (4361) Nezhdanova
(4361) Nezhdanova (1977 TG7) – planetoida z pasa głównego asteroid okrążająca Słońce w ciągu 5,56 lat w średniej odległości 3,14 j.a. Odkryta 9 października 1977 roku.